# Leipzig (Schiff, 1906)
Die Leipzig war ein Kleiner Kreuzer der deutschen Kaiserlichen Marine.
Der Stapellauf erfolgte am 31. März 1905 auf der Werft AG Weser in Bremen. Die Indienststellung bei der Kaiserlichen Marine erfolgte 20. April 1906.

## Lebenslauf und Verbleib
Am 20. April 1906 wurde die Leipzig zu den Abnahmefahrten unter dem späteren Flottenchef Fregattenkapitän Franz Hipper in Dienst gestellt. Mitte Juni wurde der neue Kreuzer als Begleitschiff für die Sommerreise des Kaisers eingeteilt, die dieser in diesem Jahr auf dem gecharterten HAPAG-Dampfer Hamburg durchführte.

### Beim Kreuzergeschwader in Ostasien
Ab dem 19. August 1906 wurde das Schiff für einen Einsatz in Ostasien ausgerüstet, wo die Leipzig den Großen Kreuzer Hansa ersetzen sollte, der bereits im Juli die Rückreise angetreten hatte und im Oktober in der Heimat eintraf. Die Leipzig lief am 8. September aus Wilhelmshaven aus und erreichte am 19. November das Stationsgebiet des Ostasiatischen Kreuzergeschwaders. Bereits auf der Ausreise bereiste der Kreuzer einige Häfen Niederländisch-Indiens und erreichte am 6. Januar 1907 in Hongkong sein Haupteinsatzgebiet. Vom 25. bis zum 10. März diente die Leipzig als Wachtschiff in Tsingtau. Das Geschwader verfügte als Flaggschiff über den Panzerkreuzer Fürst Bismarck, der Indonesien bereiste, den Kleinen Kreuzer Niobe und vier Kanonenboote, drei Flusskanonenboote und zwei Torpedoboote. Im Juni 1907 führte der neue Geschwaderchef, Konteradmiral Carl von Coerper, auf der Leipzig und teilweise auf dem Kanonenboot Tiger eine Fahrt den Jangtse aufwärts durch, um sich über die dortigen deutschen Wirtschaftsinteressen zu informieren. An der Reise beteiligte sich als drittes Schiff noch das Torpedoboot S 90. Im Juni lief sie dann teilweise im Geschwaderverband erstmals durch das nördliche Stationsgebiet. 1908 erfolgte dann eine ähnliche Reise im Frühjahr, im August eine Bereisung der Häfen am Gelben Meer und im Herbst ein Besuch von Shanghai und eine erneute Reise auf dem Jangtse. Am 17. November war die Leipzig dann Vertreterin des Deutschen Reiches auf einer japanischen Flottenparade vor Kōbe.
Seit Januar 1909 befand sich die Leipzig zu Reparaturarbeiten in Hongkong, als sie den Befehl erhielt, zu den deutschen Samoainseln zu laufen, da dort Unruhen ausgebrochen waren. In Manila nahm sie den Geschwaderchef am 26. Februar an Bord und erreichte am 19. März Apia. In den nächsten Tagen trafen auch noch der Kleine Kreuzer Arcona, das Kanonenboot Jaguar und das Hilfsschiff Titania mit 100 einheimischen Polizeisoldaten aus Matupi ein. Dem Admiral und dem Gouverneur Wilhelm Solf gelang es eine Einigung mit den Aufständischen auszuhandeln. Ein Häuptling wurde mit einem Teil seiner Anhänger von der Jaguar ab dem 19. April nach Saipan in die Verbannung gebracht. Die Leipzig lief vom 14. bis 17. Mai nach Suva. Der bis dahin an Bord befindliche Geschwaderchef trat von dort die Heimreise an, während der Kreuzer nach Apia zurückkehrte, das Arcona und Titania schon am 6. Mai verlassen hatten. Sie wartete dort das Eintreffen der Condor ab, um am 22. Mai erst nach Pago Pago, dann nochmals nach Apia und schließlich über Ponape und Manila nach Tsingtau zurückzulaufen, wo sie am 29. Juni eintraf. 1909 folgte dann noch im Juli und August eine Fahrt mit dem neuen Flaggschiff Scharnhorst durch das nördliche Stationsgebiet und im September zu den Häfen am Gelben Meer. Zu Weihnachten traf sie dann mit dem Flaggschiff in Hongkong zusammen und lief dann im Januar 1910 mit diesem und teilweise dem Kanonenboot Luchs in das südliche Stationsgebiet, wo Bangkok, Sumatra, Nord-Borneo und Manila besucht wurden, ehe die beiden Kreuzer am 22. März nach Tsingtau zurückkehrten. Vom 18. April bis zum 31. Mai erfolgte dann noch eine gemeinsame Bereisung Japans. Im Juli ging die Leipzig für eine längere Zeit den Jangtse aufwärts bis Hankau, da dort Unruhen ausgebrochen waren.
Anfang 1911 sollte die Leipzig den deutschen Kronprinzen Wilhelm auf einer Ostasienreise auf der Gneisenau ab Kalkutta begleiten. Als sie am 31. Januar dort eintraf, war die Reise auf Grund von Pestfällen in einigen der zu besuchenden Häfen durch den Kaiser abgesagt worden. Am 17. Februar traten beide Kreuzer die Weiterreise nach Ostasien an und trafen über Singapur, Hongkong und Amoy am 14. März in Tsingtau ein. Während der Marokkokrise befand sich das Geschwader in der Wladimir-Bucht nördlich von Wladiwostok und hatte nur einen verstümmelten Funkspruch aus Berlin empfangen, der auf einen Einsatz im Indischen Ozean deutete. Die Leipzig wurde trotz der unklaren Lage und der offensichtlichen Behinderungen durch die Russen im Telegrafenverkehr nach Wladiwostok geschickt und konnte dort vom 15. bis 18. August genügend Informationen aus Berlin erhalten, die die Lage klärten. Das Geschwader lief wieder nach Süden, besuchte dabei Häfen am Gelben Meer und traf am 15. September in Tsingtau ein.

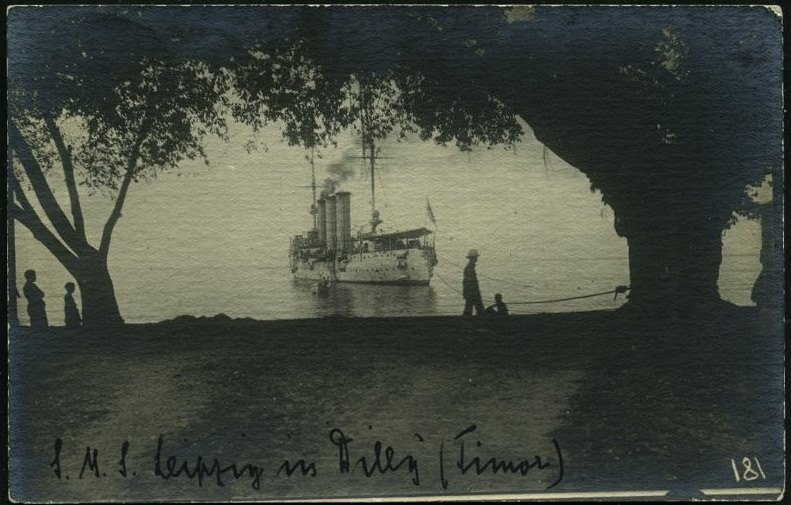
Die Leipzig ankerte vom 7. bis 10. Januar 1914 in Dili

Nach dem Ausbruch des Chinesischen Bürgerkriegs im Oktober 1911 wurde die Leipzig erneut nach Hankau am Jangtse zur Unterstützung der dort stationierten Kanonenboote Vaterland und Tiger beordert. Die Lage für die Ausländer war sehr angespannt. Es wurden internationale Truppen an Land eingesetzt, deren deutschen Anteil der Erste Offizier der Leipzig, Kapitänleutnant Rebensburg, kommandierte. Während des Einsatzes wurden Frauen und Kinder vorsorglich nach Shanghai evakuiert. Der deutsche Geschwaderchef, Konteradmiral Günther von Krosigk traf auf der Iltis ein. Ebenso wurde auch das Torpedoboot S 90 zur Unterstützung herangezogen. Da ein japanischer Admiral vor Ort die Maßnahmen leitete, fuhr von Krosigk auch wegen des fallenden Wasserstandes im November auf der Leipzig nach Shanghai zurück, wo man mit der Gneisenau zusammentraf. Bis August 1912 pendelte die Leipzig mehrfach zwischen Tsingtau und den Unruheherden am Jangtse, ehe wieder normale Besuchsreisen aufgenommen werden konnten. Sie war an den Trauerfeierlichkeiten für den verstorbenen japanischen Kaiser Mutsuhito beteiligt und im Juli und August 1913 Zeuge schwerer Kämpfe der kaiserlichen und republikanischen Truppen im Raum Nanking. Im September und Oktober erfolgte eine Grundreparatur des seit sechs Jahren in Ostasien eingesetzten Kreuzers in Tsingtau.
Nach einer Bereisung des südlichen Stationsgebietes Anfang 1914, erhielt die Leipzig im Mai 1914 den Befehl, den Kleinen Kreuzer Nürnberg an der Westküste Mexikos abzulösen, wo man während der Revolution deutsche Bewohner schützen wollte. Über Honolulu erreichte sie am 7. Juli 1914 Mazatlán und löste die Nürnberg ab.

### Kriegseinsatz

Der Kreuzerkrieg 1914 im Pazifik – Rechts die Route der Leipzig

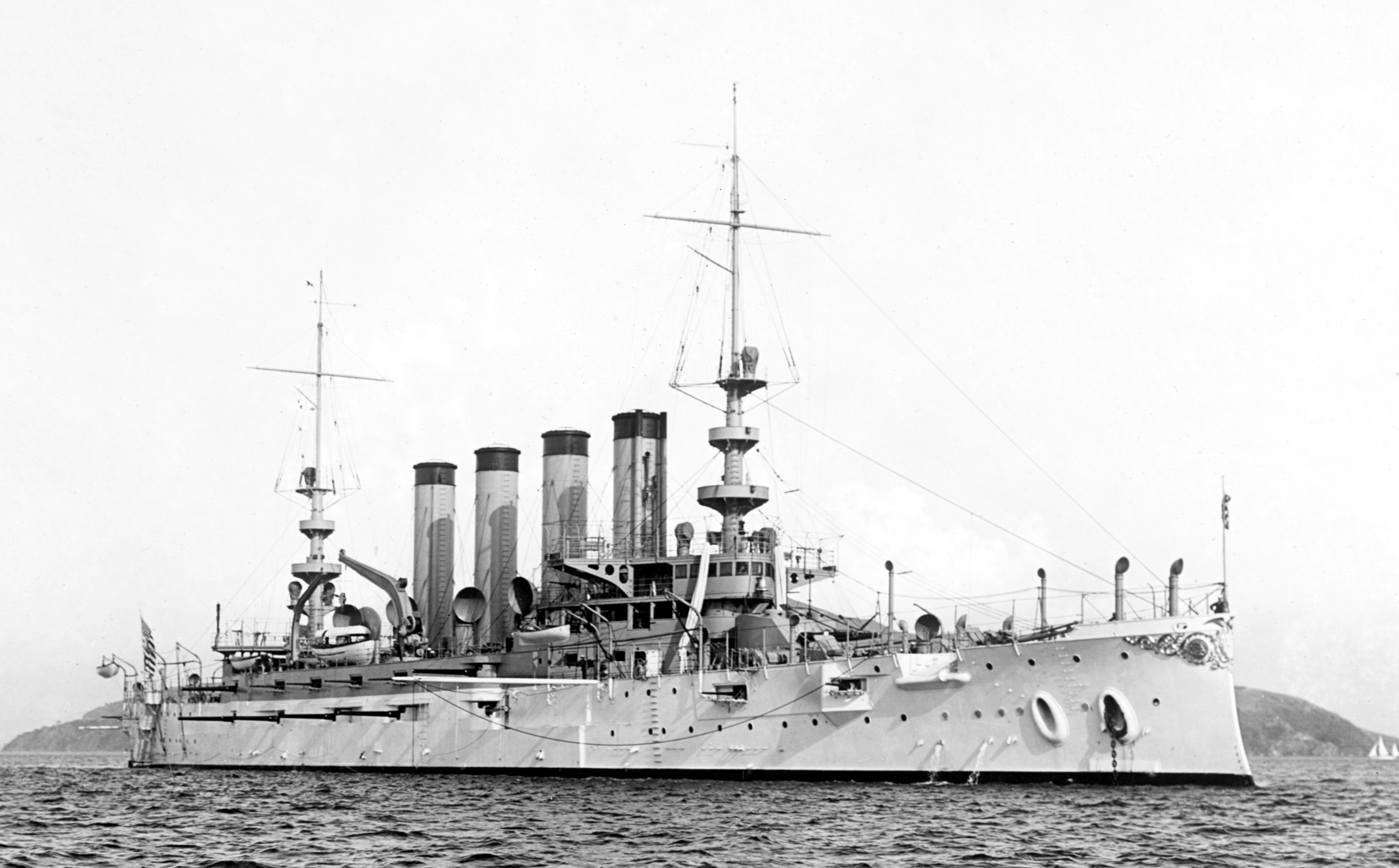
Die California

Gemäß ihrem Mobilmachungsplan sollte die Leipzig im Kriegsfall mit den übrigen Schiffen des Ostasiengeschwaders zusammentreffen. Am 2. August 1914 ging sie aus dem Hafen und gab 40 beherbergte Flüchtlinge an den US-amerikanischen Panzerkreuzer California ab. Die Leipzig ging in die abgelegene Magdalenen-Bucht an die Westküste von Niederkalifornien, wo die Nachricht vom Kriegsausbruch auch mit Großbritannien empfangen werden konnte. Der Kommandant suchte ohne Erfolg nach britischen Schiffen und lief am 17. August San Francisco an, um sich zu versorgen. Allerdings erhielt er wegen sehr enger Auslegung der Neutralitätsvorschriften nur 500 t Kohlen und entschied sich daher wieder an die mexikanische Küste zu gehen. Am 10. September gelang in Guaymas eine zufriedenstellende Versorgung u. a. mit 930 t Kohlen, die einen Marsch nach Süden sicherte. Vor den Galapagosinseln traf sie auf deutsche Schiffe (Amasis und Abessinia), die die Versorgung sicherten. Am 14. Oktober traf sie vor der Osterinsel auf das von Vizeadmiral Maximilian von Spee befehligte Kreuzergeschwader. Mit ihr stießen die Anubis, Amasis und Karnak der DDG Kosmos zum Geschwader.
Am 1. November nahm das Schiff an dem für die Kaiserliche Marine erfolgreichen Seegefecht bei Coronel teil. Die Leipzig beschoss die Glasgow, die je einmal am Heck und am Vorschiff und durch einen Blindgänger getroffen wurde. Die Treffer der deutschen 10,5-cm-Geschütze hinterließen jedoch nur unbedeutende Schäden. Als auch die Dresden und die Gneisenau die Glasgow unter Feuer nahmen, drehte John Luce, der Kapitän der Glasgow, ab, um sein Schiff zu erhalten. Erschwerend kam für ihn hinzu, dass die Dunkelheit ein Gefecht kaum zuließ, da die Deutschen seine Abschüsse zum Zielen nutzten. Die Glasgow hatte keinen Treffer auf den Kleinen Kreuzern erzielt.

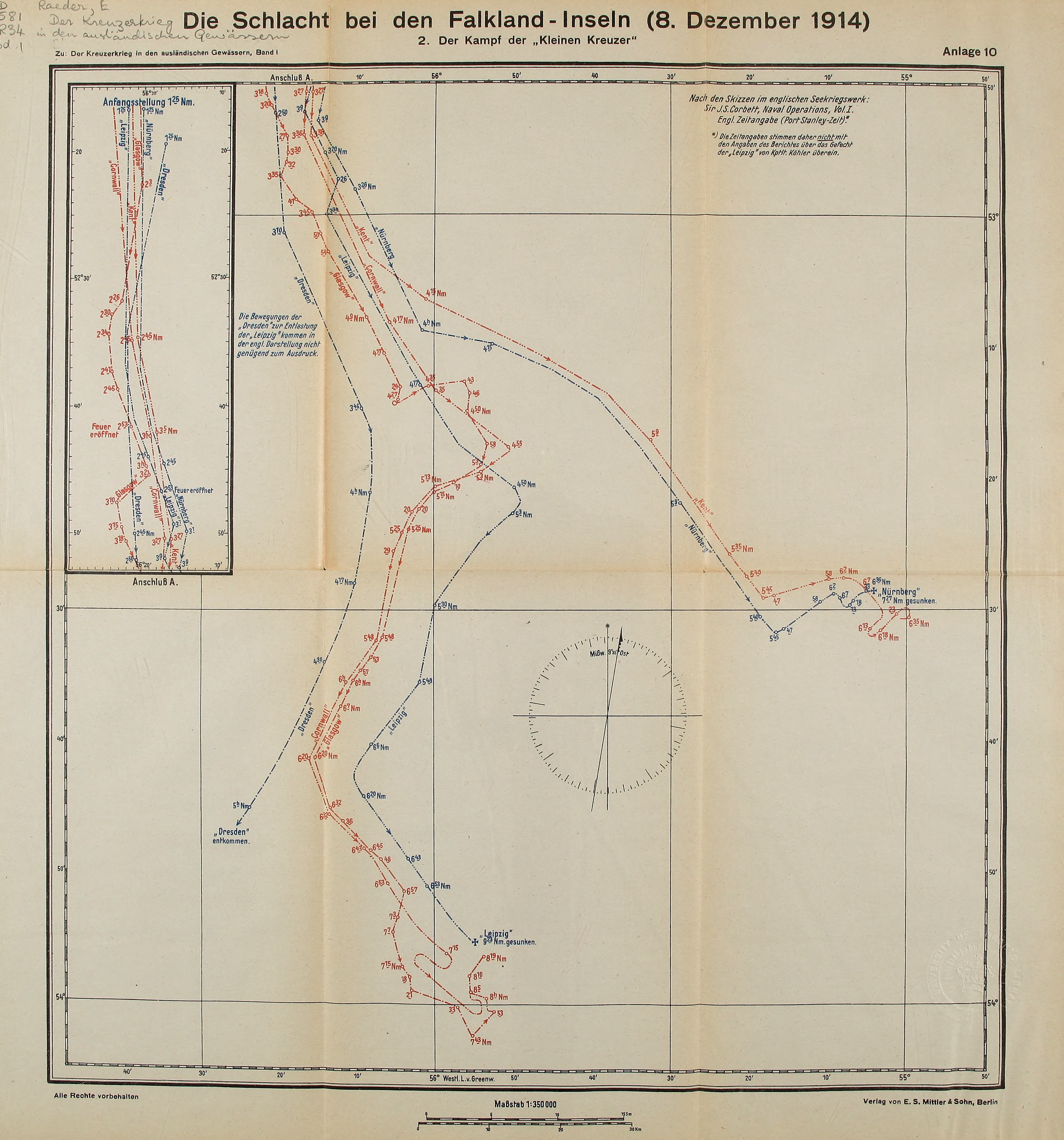
Der letzte Kurs der Leipzig

Nach dem Gefecht versorgten sich die deutschen Schiffe für je 24 Stunden in Valparaíso. Scharnhorst, Gneisenau und Nürnberg liefen am 3./4. November den chilenischen Hafen an, die Leipzig dann noch am 13. November zusammen mit der Dresden, um Gerüchte über ihre Versenkungen zu widerlegen. Der Geschwaderchef versuchte in der günstigen Versorgungslage vor Chile möglichst viele Vorräte zu sammeln. Dadurch verzögerte sich der Weitermarsch in den Atlantik. Darüber hinaus entschloss sich Graf Spee den britischen Stützpunkt Port Stanley auf den Falklandinseln anzugreifen. Der Kommandant der Leipzig gehörte wie seine Kollegen von der Gneisenau und der Dresden zu den Gegnern dieses Angriffs. Er hätte gern selbstständig Kreuzerkrieg geführt.
Beim Angriff am 8. Dezember 1914 kam es zum Seegefecht bei den Falklandinseln mit dem am Vortag eingetroffenen weit überlegenen Verband des Admirals Frederik Doveton Sturdee mit zwei Schlachtkreuzern, drei Panzerkreuzern und zwei Leichten Kreuzern, in dessen Verlauf beinahe das gesamte Ostasiengeschwader vernichtet wurde. Der Kleine Kreuzer Leipzig sank um 21.23 Uhr nach schweren Angriffen der weit überlegenen bewaffneten britischen Kreuzer Cornwall und der Glasgow, dem Gegner von Coronel. Nur 18 Besatzungsmitglieder überlebten das Gefecht, 315 kamen um, darunter auch der Kommandant, Fregattenkapitän Haun. Von den deutschen Kreuzern entging nur die Dresden der Vernichtung.
Ein Augenzeuge des Untergangs berichtete 1917: »„Leipzig“ wird nach Abdrehung von „Glasgow“ und von „Cornwall“ zerschossen, erst Achter- dann Vorderdeck unter Feuer. 7 Uhr abends keinen Schuss Munition mehr. Von 320 Bes. kamen auf Befehl nur 100 zusammen zum Kaiserhoch und Nationalhymne - absingen. Viele über Bord gesprungen, erfroren, ertrunken. 9 Uhr geht das Schiff mit Kommandant unter.«
Das Wrack liegt auf den Koordinaten 53° 55′ 30″ S, 55° 55′ 0″ W.

## Kommandanten
| April 1906 bis August 1906           | Fregattenkapitän Franz Hipper                        |
| August 1906 bis August 1907          | Korvettenkapitän Jaroslaw von Rothkirch und Panthen  |
| 3. August 1907 bis 23. November 1908 | Korvettenkapitän / Fregattenkapitän Richard Engel    |
| November 1908 bis Februar 1910       | Korvettenkapitän / Fregattenkapitän Karl Heuser      |
| Februar 1910 bis Mai 1911            | Fregattenkapitän / Kapitän zur See Hermann Schröder  |
| Mai 1911 bis März 1913               | Fregattenkapitän / Kapitän zur See Friedrich Behncke |
| März 1913 bis 8. Dezember 1914       | Fregattenkapitän Johannes Haun                       |

## Kulturelle Bedeutung

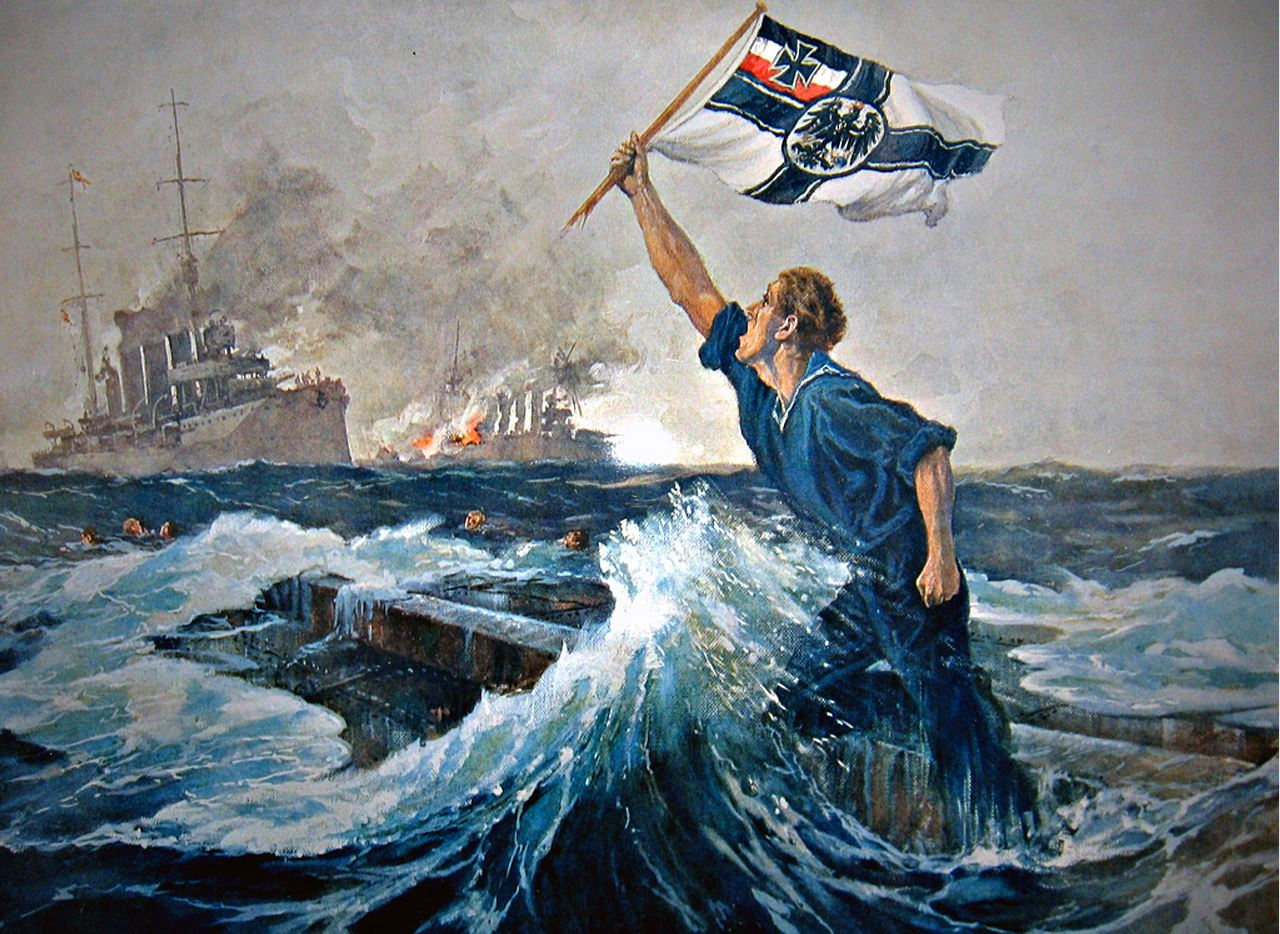
Der letzte Mann, Bohrdt

Neben einer Reihe von Postkarten, welche die Leipzig zum Motiv haben, existierte auch das seit 1916 als verschollen geltende Gemälde von Hans Bohrdt mit dem Titel Der letzte Mann, das den Untergang dieses Schiffes zum Thema haben soll. Es zeigt einen Seemann, der auf dem kaum noch aus dem Wasser ragenden Kiel des untergehenden Kreuzers kniet und dabei die Kriegsflagge der Kaiserlichen Marine nach oben hält. Das Motiv gilt – ebenso wie die Legende, es handele sich bei dem dargestellten Seemann um Fregattenkapitän Haun selbst – als für die damalige Zeit typische heroische Verklärung. Es gibt jedoch Berichte, die den Sachverhalt als solchen stützen.

## Würdigung
1957 benannte der Alpine Club of Canada einen Berggipfel in der Pazifikregion von British Columbia nach dem Kreuzer „Mount Leipzig“.